# أنابد
انابد (بالفارسية: انابد) هي مدينة تقع في إيران في خراسان رضوي. يقدر عدد سكانها بـ 5,968 نسمة .